# Raisin
Raisin fou una fortalesa al Principat de Bhopal avui a Madhya Pradesh a uns 150 metres d'altura (però 600 sobre el nivell de la mar) en un turó d'arena de costats escarpats. La fortalesa encara es conserva. El 1543 la fortalesa fou assetjada per Sher Shah Suri i va capitular a condició de poder marxar sense ser molestats. A la meitat del segle XVIII Raisin fou conquerida pels marathes als que poc després la va arrabassar el nawab de Bhopal. El nawab va quedar sota protectorat britànic el 1818.